# Болівійська кухня

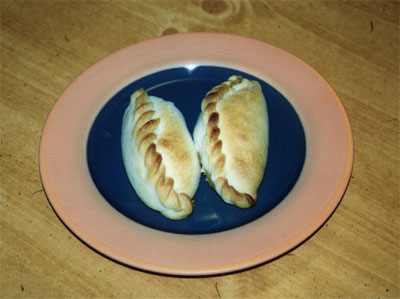
Салтеньяс

Болівійська кухня — ґрунтується на комбінації іспанської кухні з місцевими інгредієнтами та традиціями народу аймара, серед інших, з більш пізніми впливами з аргентинської, німецької, італійської, французької та арабської культури через прибуття іммігрантів з цих країн.

## Традиційні страви
Традиційними стравами болівійської кухні є кукурудза, картопля, кіноа та боби. Ці інгредієнти поєднуються з інгредієнтами, які прийшли з іспанської кухні: рисом, пшеницею та м'ясом, включаючи яловичину, свинину та курчати.
Сільпанчо — популярна болівійська страва з міста Кочабамба.

## Вулична їжа
Транкапечо — це сендвіч, який подають у Кочабамбі.

## Структура кухні

### Обід (almuerzo)
Almuerzo — найважливіша їжа болівійського дня, настільки, що повсякденне життя має тенденцію обертатися навколо нього. Довгі обіди традиційні по всій країні, тому підприємства та магазини часто закриваються між 12 і 15 годинами, щоб у робочих був час повернутися додому на обід. Типовий болівійський обід складався з декількох страв, включаючи суп, основна страва з м'яса, рису та картоплі, потім десерт і кава Обід куштують в неспішному темпі і він традиційно супроводжується дрімотою, часто званою «сієстою».

### Чай (té)
Болівійці мають післяобідню чайну перерву, подібну до тієї, що дотримуються англійці. Зазвичай чайні паузи відбуваються між 16 і 17 годинами в salones de té  (чайних кімнатах). Ці чайні кімнати зазвичай працюють при пекарнях, щоб чаєм і випічкою можна було б насолоджуватися одночасно. Чорний чай, як правило, п'ють разом з печивом, таким як печиво «Марія» або більш традиційними уміта. Часто болівійці п'ють настій з листя коки або мате замість більш звичного чорного чаю.

### Вечеря (cena)
Вечеря — більш легка, менш офіційна, ніж обід, зазвичай влаштовується о 8 вечора або пізніше.